# Karel Nejedlý (1896)

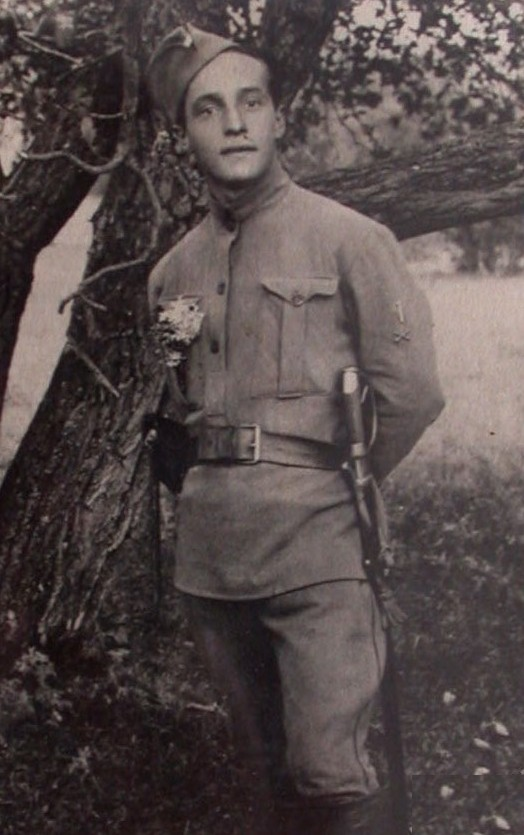
Karel Nejedlý v československých legiích v Rusku (kolem roku 1918)

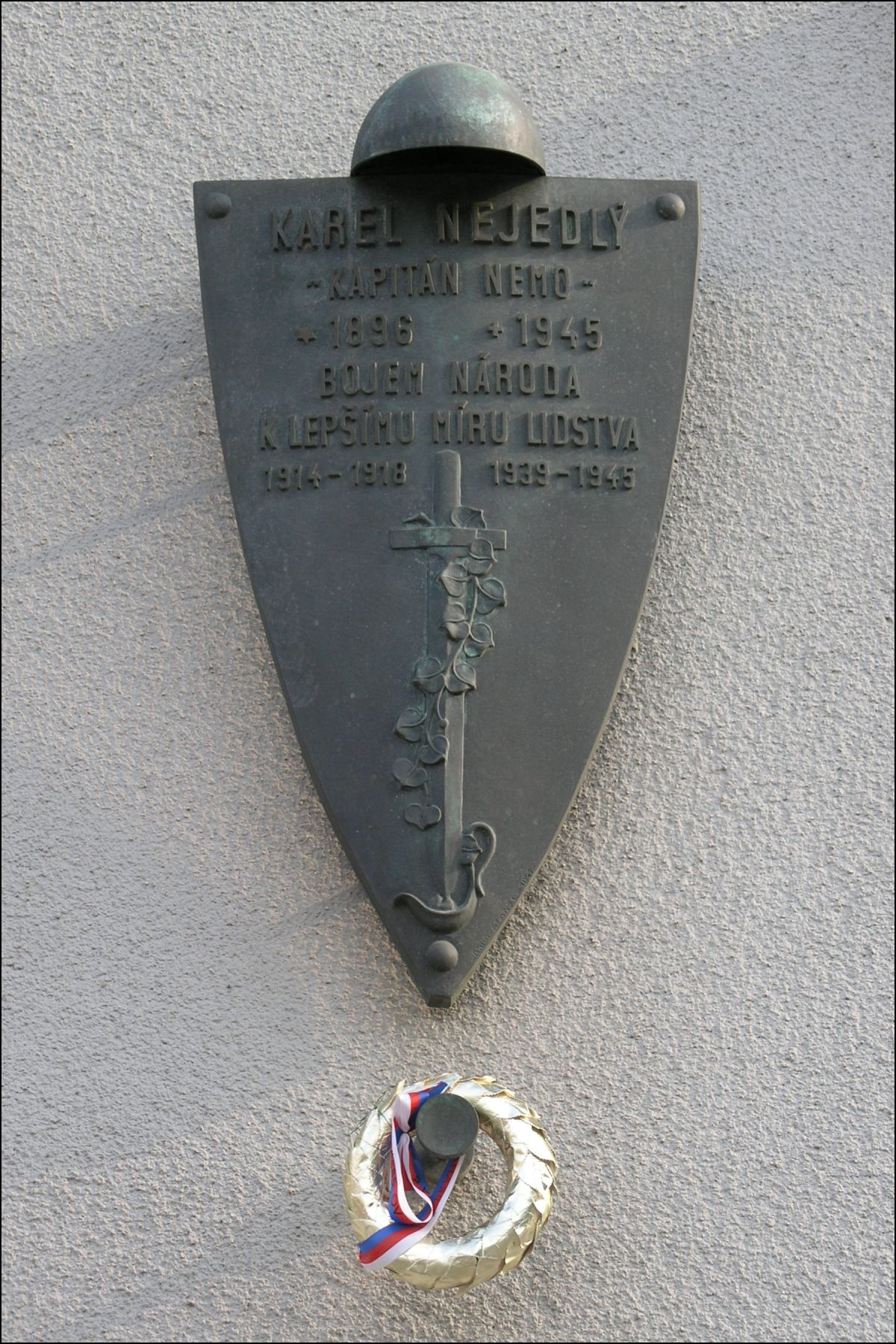
Pamětní deska Karla Nejedlého v Praze, Dejvicích

Karel Nejedlý, známý pod přezdívkou kapitán Nemo (10. května 1896, Praha – 19. února 1945, Malá pevnost, Terezín), byl jednou z vůdčích osobností československého protinacistického odboje.

## Život
Narodil se v Praze na Novém Městě v rodině hostinského Františka Nejedlého. Po absolvování obecné školy studoval na gymnáziu v Maiselově ulici v Praze. Na začátku první světové války byl odveden a s 8. zeměbraneckým pěším plukem odešel na východní frontu, kde padl do zajetí. Roku 1916 se v ruské Berezovce přihlásil do československých legií a účastnil se bojů u Bachmače, Lipjagy, Samary, Buzuluku a bojů během celého ústupu po sibiřské magistrále. V roce 1920 se vrátil do Československa, v prosinci téhož roku byl demobilizován a vystoupil z československých legií. V roce 1921 vstoupil do diplomatických služeb na Ministerstvu zahraničních věcí (MZV) a záhy nastoupil jako úředník na tomto ministerstvu. V roce 1924 se oženil s Terezií Fořtovou a v letech 1925 až 1926 byl přidělen na zastupitelství Československé republiky do Moskvy.
Jako zaměstnanec šifrovacího oddělení ministerstva vnitra měl již před vypuknutím druhé světové války tušení, co se chystá, a již tehdy se připravoval na odbojovou činnost. Byl jedním z prvních, kdo vstoupil do Výboru pro pomoc demokratickému Španělsku.
Od roku 1939 již působila jím řízená ilegální organizace Kapitán Nemo v rámci Obrany Národa a skupiny Parsifal, která získávala zpravodajské informace o vojenské, politické i hospodářské situaci, obstarávala falešné průkazy, organizovala odchody do zahraničí a podporovala rodiny vězněných či popravených. Až do roku 1942 vydávala ilegální noviny.
Karel Nejedlý byl zatčen gestapem 27. května 1942 a převezen do Pankrácké věznice. Koncem roku 1944 byl převezen do terezínské Malé pevnosti, kde 19. února 1945 zemřel. Úmrtní list nebyl vydán, 30. listopadu 1971 byl rozsudkem Obvodního soudu pro Prahu 6 úředně prohlášen za mrtvého.

## Ocenění
Na pražském Vítkově byl v říjnu 2018 ministrem obrany vyznamenán Křížem obrany státu.